# Telenor
Telenor és una companyia de telecomunicacions noruega que cotitza a l'OBX Index de la Borsa d'Oslo.
La companyia es fundà el 1855 com a Telegrafverket, canvià, però, el nom el 1969 a Televerket, i el tornà a canviar el 1994 pel nom actual, Telenor, quan fou reestructurada com a empresa pública. Telenor comptà fins al 1998 amb el monopoli dels serveis de comunicació per a clients privats a Noruega.
Actualment treballen a Telenor prop de 23.400 treballadors, 12.400 dels quals fora de Noruega. El 2006 el valor borsari de la companyia pujà a 125 mil milions de corones noruegues (prop de 17,4 mil milions d'euros).